# Gagea theobaldii
Gagea theobaldii là một loài thực vật có hoa trong họ Liliaceae. Loài này được Brügger miêu tả khoa học đầu tiên năm 1880.